# 中关村街道
中关村街道，是中华人民共和国北京市海淀區下辖的一个街道。

## 範圍
辖区是在2005年，由原中关村街道和双榆树街道合并而成。原中关村街道辖区内主要为中国科学院在1950年代建设的研究机构和家属区，以及中国科学院大学中关村校区。
现在的中关村街道北至成府路与清华园街道相接，西北角至成府路旧路与燕园街道相接，东至京包铁路（其中北端的一部分1956年改线，划界仍按照原线）与学院路街道、花园路街道、北太平庄街道相接，南至北三环西路与北下关街道相接，西至中关村大街与海淀街道相接。

## 下级行政区划
中关村街道下辖以下社区：
科源社区、科春社区、黄庄社区、科育社区、科馨社区、科煦社区、科汇社区、软件社区、空间社区、航天社区、东南社区、科星社区、新科祥园社区、西里社区、东里南社区、东里北社区、北里社区、知春里西社区、知春里社区、知春东里社区、榆苑社区、白塔庵社区、红民村社区、小泥湾社区、青云北社区、太阳园社区、知春路82号院社区、知春路52号院社区、中国农科院社区、航勘社区、华清园社区、豪景佳苑社区和希格玛社区。